# Hayley Kiyoko
Hayley Kiyoko Alcroft (Los Angeles, 3 aprile 1991) è una cantautrice, attrice, ballerina e regista statunitense.

## Biografia
Kiyoko è nata il 3 aprile 1991 a Los Angeles, in California, dall'attore e comico Jamie Alcroft e dalla pattinatrice di figura e coreografa Sarah Kawahara. Sua madre è canadese, ma di origine giapponese, mentre suo padre è dell'Ohio e ha origini tedesche, gallesi, inglesi e scozzesi. Ha iniziato a recitare in giovane età, apparendo in spot pubblicitari nazionali per aziende come OnStar, Slim Jim e Cinnamon Toast Crunch. All'età di 8 anni, Kiyoko ha scritto una canzone chiamata Notice, che suo padre la esorta a pubblicare. È stata eletta presidente della sua scuola media e delle matricole e vicepresidente nel suo ultimo anno. È stata nominata Commissario di intrattenimento nel suo secondo anno e Commissario di Pep Rallies nel terzo anno.
Ha creato e coreografato "The Agoura High Step Team" che è stato approvato dalla facoltà come club della scuola sotto la sua direzione. La squadra si è piazzata terza in una competizione nazionale nel 2005. Dopo la laurea, è stata ammessa alla Scuola di musica di Clive Davis presso la New York University, ma è stata inizialmente rinviata fino a quando non è declinata a causa di un'opportunità di carriera.
Kiyoko è stata scoperta all'età di 5 anni quando andò con la sua amica a un servizio fotografico. Il regista le ha chiesto di intervenire davanti alla telecamera e ha finito con una pubblicità nazionale per KnowledgeWare. Nickelodeon l'ha avvistata al Culver City Ice Rink, finendo per recitare e narrare un breve pezzo sui bambini nello sport chiamato "I'm Hayley, a Skater". Kiyoko ha creato la garage band Hede, dal nome di suo nonno, nel novembre 2007, e ha pubblicato cinque canzoni su Myspace e un video musicale per Warehouse. La band si è esibita localmente in diverse occasioni e si è separata nel 2008.

### Inizi e The Stunners (2007-2011)

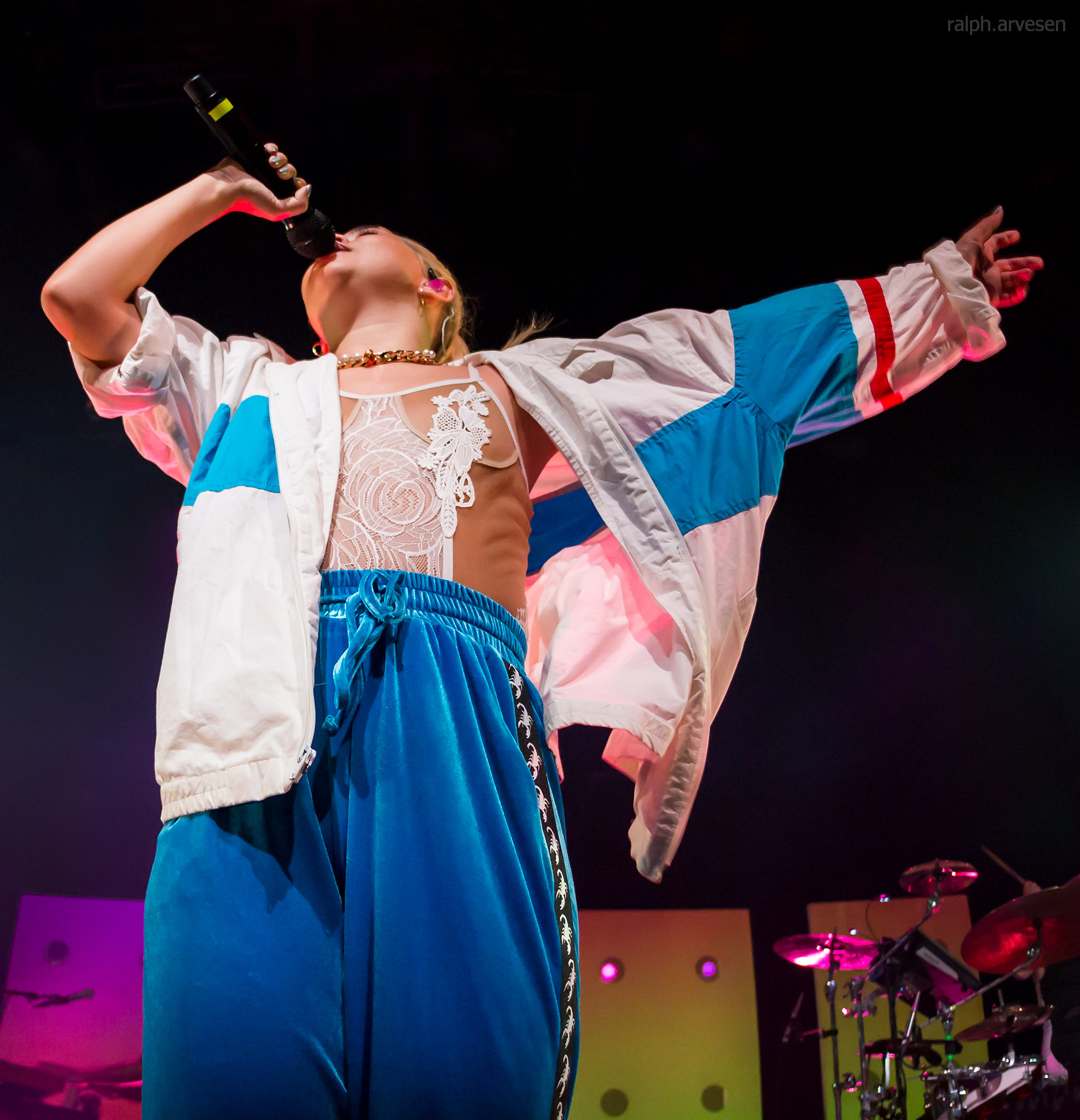
Hayley Kiyoko in Texas nel 2018

Nel 2007, Kiyoko è stata avvicinata dall'ex popstar Vitamin C per unirsi a un gruppo di cantanti e ballerini di tutte le ragazze. Si è unita a Allie Gonino, Tinashe, Kelsey Sanders (in seguito sostituita da Lauren Hudson) e Marisol Esparza per formare il gruppo The Stunners. Sei mesi dopo la formazione, il gruppo firmò con la Columbia Records e pubblicò un singolo intitolato Bubblegum su iTunes insieme al video ufficiale del singolo. Hanno anche cantato una cover del brano Let's Hear It for the Boy della colonna sonora di iCarly. Nel 2009, il gruppo ha lasciato la Columbia Records, per firmare un accordo di produzione con la Lions Gate Entertainment, per girare un video musicale del loro singolo promozionale We Got It, che è stato pubblicato il 22 febbraio 2010.
Nel 2009, interpreta Velma Dinkley nel film per la TV Scooby-Doo! Il mistero ha inizio, ricoprendo poi lo stesso ruolo nel 2010, nel sequel Scooby-Doo! La maledizione del mostro del lago. Nel 2010, Kiyoko ha anche recitato in quattro episodi de I maghi di Waverly.
Il gruppo The Stunners firmò per Universal Republic Records nel 2010 e pubblicò il loro primo singolo Dancin 'Around the Truth, che comprendeva i New Boyz. Il video musicale della canzone è stato presentato in anteprima il 2 giugno, poco prima che il gruppo fosse annunciato come atto di apertura del My World Tour di Justin Bieber. È stato pianificato anche l'uscita del primo un album, ma venne cancellato quando il gruppo si divise nel 2011. Diventerà, sempre nel 2011, una delle protagoniste del film Lemonade Mouth, recitando al fianco di Bridgit Mendler. Kiyoko, in seguito, ha recitato nell'episodio L'isola delle ragazze skater di Zeke e Luther trasmesso il 23 maggio 2011. Il sequel di Lemonade Mouth venne annullato prima della pre-produzione quando la Disney ha rilasciato una dichiarazione dicendo che «sentivano che il film aveva completato la sua storia nel primo film».

### Carriera da attrice, i primi EP eExpectations(2012-2018)
Nel febbraio 2012, Kiyoko ha ottenuto un piccolo ruolo in Laguna blu - Il risveglio, un film TV di Lifetime e remake del film del 1980 Laguna blu. Ha interpretato il personaggio di Gabi in un ruolo ricorrente nella serie The Fosters in seguito ha interpretato il ruolo di Raven Ramirez in CSI: Cyber. Ha anche interpretato Shannie nel film XOXO di Netflix, presentato in anteprima ad agosto 2016. Nel 2015 recitò una parte nel film di Leigh Whannell Insidious 3 - L'inizio; sempre nello stesso anno divenne una delle protagoniste del film di Jon M. Chu Jem e le Holograms.
Il 12 marzo 2013, Kiyoko ha pubblicato il suo EP di debutto, A Belle to Remember. Subito dopo la sua uscita, Kiyoko ha iniziato a scrivere musica nuova a Londra con il produttore inglese James Flannigan. Annunciò, successivamente, via Facebook nel 2014 il secondo EP era terminato e che avrebbe fatto il suo debutto in uno show. Le canzoni sono state registrate nel garage dei suoi genitori a Los Angeles con Flannigan. Kiyoko ha anche collaborato con il produttore svedese Anders Grahn.
Il suo secondo EP, This Side of Paradise, è stato pubblicato il 3 febbraio 2015. Il video musicale per il suo singolo Girls Like Girls è stato pubblicato il 24 giugno 2015. Dopo aver co-diretto il video di Girls Like Girls (che a marzo del 2018 ha oltre 86 milioni di visualizzazioni), Kiyoko ha assunto le responsabilità dirigenziali per il video musicale di Cliff's Edge, distribuito su Vevo a novembre 2015. Nel 2016 ha pubblicato il singolo Gravel to Tempo estratto dal terzo EP, Citrine. L'EP è stato pubblicato il 30 settembre 2016 tramite Empire Distribution e Atlantic. Il suo terzo video musicale completamente autodidatta per la canzone One Bad Night è stato presentato in anteprima a Vice l'11 ottobre 2016 per promuovere l'EP. Un nuovo singolo chiamato Sleepover è stato pubblicato insieme al suo video musicale il 2 marzo 2017 tramite BuzzFeed.
Il 19 ottobre 2017, esce Feelings, secondo singolo estratto dall'album di debutto Expectations in uscita il 30 marzo 2018. Il terzo singolo, Curious è stato pubblicato il 13 gennaio 2018, insieme al pre-ordine dell'album. Il videoclip, diretto da Kiyoko e James Larese è stato presentato in anteprima a Total Request Live. L'album viene pubblicato il 30 marzo dello stesso anno; segue il quarto singolo All I Need, in collaborazione con Kehlani. Per tale brano viene realizzato un videoclip diretto dalla stessa Hayley.

### I'm Too Sensitive For This Shit (2019 - presente)
Nel 2019, Hayley ha pubblicato i singoli I Wish e Demonds; tali brani vengono successivamente inseriti nell'EP I'm Too Sensitive For This Shit, pubblicato il 14 gennaio 2020. Sempre nel 2019, Hayley compare nel videoclip di You Need To Calm Down di Taylor Swift. Nel 2020, Hayley collabora inoltre con Max nel singolo Missed Calls e con gli AJR in un remix del singolo Bang.

### Vita privata
In un'intervista per la rivista Elle, Kiyoko parla liberamente del suo orientamento sessuale e si definisce lesbica. Kiyoko ha detto che il video Gravel to Tempo attinge alle sue esperienze con l'avere cotte per delle ragazze durante la crescita. Ha parlato ulteriormente della sua sessualità in un articolo per Paper. In quell'intervista, ha espresso la sua frustrazione per il fatto di non connettersi alle persone nel modo desiderato. Alla domanda su qualcosa di se stessa che nessuno conosceva e di cui aveva paura di cantare, Kiyoko voleva cantare sul fatto che le piacessero le ragazze, ma stava lottando per esserne fuori. Ai tempi della scuola, aveva una cotta per un'insegnante, e si rese conto che le piacevano le ragazze ed era cresciuta lottando con questi sentimenti, temendo il rifiuto e il giudizio se avesse fatto coming out. Voleva ispirare fiducia nei ragazzi che devono affrontare gli stessi problemi. Attraverso la sua musica, Kiyoko si impegna per normalizzare le relazioni lesbiche in una società e in un'industria musicale che considera molto eteronormativa. In un'intervista, ha detto: «Se vedi che due ragazze si innamorano e la normalizzano, allora [le persone] possono lasciarsi andare, posso innamorarmi anch'io. Posso essere quella persona. Posso essere così. Posso avere una ragazza così. Se lo vedono, allora possono crederci. È semplicemente quel che siamo».

## Filmografia

### Cinema
- Hello, My Name Is Frank, regia di Dale Peterson (2014)
- Insidious 3 - L'inizio (Insidious: Chapter 3), regia di Leigh Whannell (2015)
- Jem e le Holograms (Jem & the Holograms), regia di Jon M. Chu (2015)
- XOXO, regia di Christopher Louie (2016)

### Televisione
- Unfabulous - serie TV, episodi 3x2-3x04 (2007)
- Scooby-Doo! Il mistero ha inizio (Scooby-Doo! The Mystery Begins), regia di Brian Levant - film TV (2009)
- Scooby-Doo! La maledizione del mostro del lago (Scooby-Doo! Curse of the Lake Monster), regia di Brian Levant – film TV (2010)
- I maghi di Waverly (Wizards of Waverly Place) – serie TV, 4 episodi (2010)
- Lemonade Mouth, regia di Patricia Riggen – film TV (2011)
- Zeke e Luther (Zeke & Luther) – serie TV, episodio 3x11 (2011)
- Laguna blu - Il risveglio (Blue Lagoon: The Awakening), regia di Mikael Salomon e Jake Newsome – film TV (2012)
- The Vampire Diaries – serie TV, episodio 5x01 (2013)
- The Fosters – serie TV, 5 episodi (2014)
- CSI: Cyber – serie TV, 31 episodi (2015-2016)
- Insecure – serie TV, 1 episodio (2017)
- RuPaul's Secret Celebrity Drag Race – reality show, 1 episodio (2020)

### Cortometraggi
- Adrift (2012)

### Web
- The Fosters: Girls United – webserie, 5 episodi (2014)

## Discografia

### Album in studio
- 2018 – Expectations
- 2022 – Panorama

### Extended play
- 2013 – A Belle to Remember
- 2015 – This Side of Paradise
- 2016 – Citrine
- 2020 – I'm Too Sensitive for This Shit

### Singoli
- 2013 – A Belle to Remember
- 2014 – Rich Youth
- 2014 – This Side of Paradise
- 2015 – Girls Like Girls
- 2015 – Cliff's Edge
- 2016 – Gravel to Tempo
- 2016 – One Bad Time
- 2017 – Sleepover
- 2017 – Feelings
- 2018 – Curious
- 2018 – What I Need (feat. Kehlani)
- 2019 – I Wish
- 2019 – Demons
- 2019 – L.O.V.E. Me
- 2019 – Runaway
- 2020 – She

### Colonne Sonore
- 2011 – Lemonade Mouth

### Altri brani
- 2007 – Albatross
- 2011 – Breakthrough (con Bridgit Mendler, Adam Hicks e Naomi Scott dalla colonna sonora di Lemonade Mouth)
- 2011 – Here We Go  (con Bridgit Mendler e Adam Hicks dalla colonna sonora di Lemonade Mouth)
- 2011 – More Than a Band  (con Bridgit Mendler, Adam Hicks, Blake Michael e Naomi Scott dalla colonna sonora di Lemonade Mouth)
- 2013 – Jolly Old St. Nicholas (cover inclusa nell'album A Very Maker Music Christmas)
- 2015 – Movie Star (dalla colonna sonora del film Jem e le Holograms)
- 2017 – Need You Closer (con i Phantoms)
- 2017 – Glory Days (con Sweater Beats)
- 2018 – Let It Be (singolo promozionale dall'album Expectations)
- 2019 – Headcase (con Kailee Morgue)
- 2020 – Missed Calls (con Max Schneider)
- 2020 – Bang - Remix (con AJR)
- 2020 – Mr. Brightside (canzone in esclusiva su Amazon Music)

## Tour
- 2015 – This Side of Paradise Tour
- 2015 – The Summer Tour
- 2016-2017 – One Bad Night Tour
- 2018 – Expectations Tour

### Di supporto
- 2015 – Never Shout Never - Mid Winter's Nights Dream Acoustik Tour
- 2016 – Miike Snow - iii Tour

## Doppiatrici italiane
Nelle versioni in italiano dei suoi lavori, Hayley Kiyoko è stata doppiata da:
- Letizia Ciampa in Lemonade Mouth, Jem e le Holograms, XOXO , I maghi di waverly
- Rachele Paolelli in Scooby-Doo! Il mistero ha inizio, Scooby-Doo! La maledizione del mostro del lago
- Giulia Catania in The Vampire Diaries
- Chiara Oliviero in CSI: Cyber